# 克莉絲汀·伯克利
克莉絲汀·伯克利（Christine Buckley，？—2014年3月11日），是一个爱尔兰技工学校教育者和活动家。
克莉絲汀因为幼年原因，在年长后从事社会活动，旨在扶助单亲家庭孩子、阻止虐童事件等。
2014年3月11日，在与癌症斗争多年后去世。